# Paradoxiella
Paradoxiella es un género de foraminífero bentónico de la subfamilia Boultoniinae, de la familia Schubertellidae, de la superfamilia Fusulinoidea, del suborden Fusulinina y del orden Fusulinida. Su especie tipo es Paradoxiella pratti. Su rango cronoestratigráfico abarca el Murgabiense (Pérmico superior).

## Discusión
Clasificaciones más recientes incluyen Paradoxiella en la superfamilia Schubertelloidea, y en la subclase Fusulinana de la clase Fusulinata.

## Clasificación
Paradoxiella incluye a las siguientes especies:
- Paradoxiella insueta †
- Paradoxiella japonica †
- Paradoxiella pratti †
- Paradoxiella skinneri †